# 天守番
天守番（てんしゅばん）は、江戸時代、江戸城の天守を守衛する職名である。

## 概要

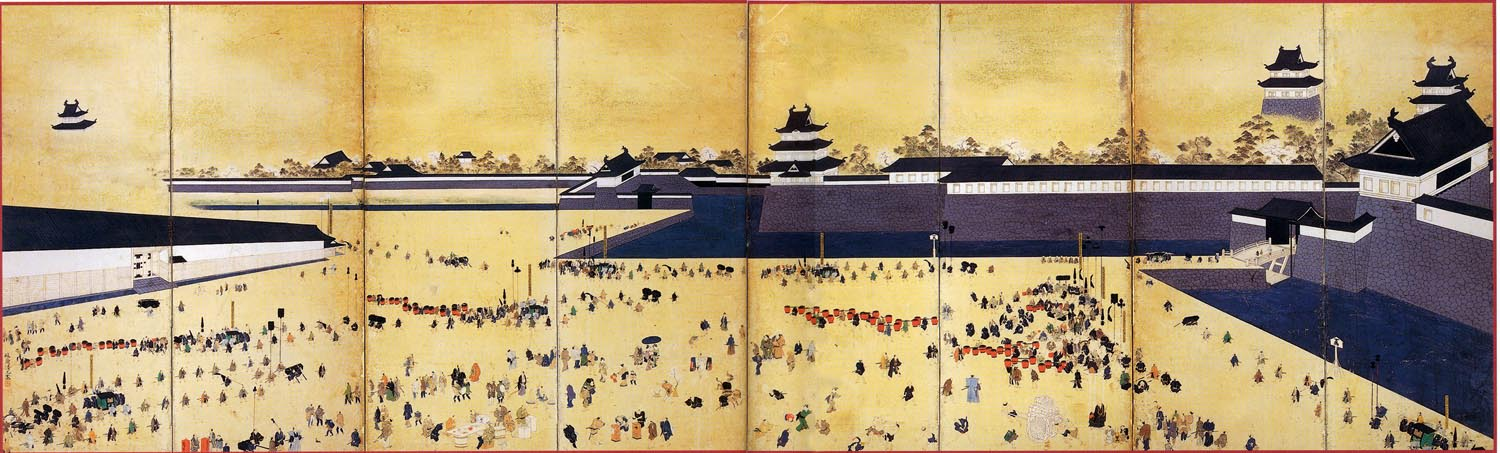
『江戸城登城風景図屏風』（1847年、国立歴史民俗博物館所蔵）

天守番の存在を示す古い記録として『寛政重修諸家譜』（以下『寛政譜』）の日比野家の項（日比野忠重）に「慶長19年より御天守番をつとむ」とあり、慶長19年（1614年）には存在が認められることが指摘されている。天守番の序列は時代により差異が認められるとされ、『寛永諸家系図伝』では旗本扱い（御目見以上）を受ける例や「半御目見」とされる例があった。
他の役職との比較として、大番の後に天守番となっている例が散見される。例えば『寛政譜』の窪田家の項（窪田久吉）に「大番となり、のち御天守の番をつとむ。寛永3年6月晦日死す」とあり、大番の後に天守番に配属されていることが分かり、また富士家の項目（富士信重）に「采地を賜はり大番をつとむ（中略）後御天守の番をつとむ」とあり、大番の後に天守番を勤めていることが分かる。従って、幕府創設期の天守番の役職は大番と比して低位ではないとされる。
江戸城五重の天守は明暦の大火で焼け落ち、保科正之の意見によって再築は控えられた。しかしその職のみは存置された。
人員は40名、これを4組に分けた。100俵高5人扶持で躑躅間詰。天守下番21人とともに天守番頭4人がそれぞれ1組を支配した。番頭は400石高、焼火間詰、留守居の支配下。